# Francisco de Cárdenas y de la Torre
Francisco de Cárdenas y de la Torre (Madrid, 22 de novembre de 1875 - 21 de novembre de 1967) fou un advocat i financer espanyol. Llicenciat en dret per la Universitat Central de Madrid el 1896, ingressà al Cos d'Advocats de l'Estat i abans de la guerra civil espanyola fou vocal del Tribunal Econòmic-Administratiu Central i magistrat del Tribunal Suprem d'Espanya.
De 1940 a 1943 fou Comissari General del Desbloqueig, organisme que pretenia restablir la normalitat monetària i de pagaments per al nou estat franquista. També participà en la redacció de la Llei d'Ordenació Bancària, que reforçava la presència del Ministeri d'Hisenda d'Espanya al Banc d'Espanya i atorgava al govern la major part de competències en política monetària. Alhora, el 1942 fou nomenat assessor tècnic del Banc d'Espanya i adjunt al governador Antonio Goicoechea Cosculluela. Quan aquest va deixar el càrrec per motius de salut l'agost de 1950 fou nomenat governador del Banc d'Espanya, del Banc Hipotecari i del Banc Exterior de manera interina fins a setembre de 1951, quan fou nomenat governador Joaquín Benjumea Burín. Fou conseller del Banc Hipotecari de 1954 a 1966. Alhora va continuar vinculat al Banc d'Espanya, del que en fou conseller executiu de 1962 a 1964 i vocal del consell general del 1965 fins a la seva mort.
El 1944 fou guardonat amb la Gran Creu de l'Orde del Mèrit Civil, i el 1965 amb la Gran Creu de l'Orde d'Isabel la Catòlica.